# Czerniak (Szestno)
Czerniak (dawniej niem. Schwarzwald) – część wsi Szestno w Polsce położona w województwie warmińsko-mazurskim, w powiecie mrągowskim, w gminie Mrągowo. W latach 1975–1998 miejscowość administracyjnie należała do województwa olsztyńskiego.
Miejscowość, zwana także Czarnym Lasem, położona na północ od Jeziora Czarnego.

## Historia
Osada powstała po 1850 r. jako folwark w obrębie gruntów wiejskich Szestna, przy strumyku u podnóża Zamecznej Góry. W 1904 r. był to dwór z 16 włókami. W 1907 r. majątek należał do Edwarda Cocha, który specjalizował się w hodowli bydła i koni. W 1928 r. w folwarku zamieszkało 180 osób.
W 1970 r. była to osada, należąca do sołectwa Szestno.
W miejscowości brak zabudowy.

## Inne informacje
Czarny Las (Czerniak) opisuje Katarzyna Enerlich w swojej książce Prowincja pełna czarów (2014).